# Horns Rev
Horns Rev, deutsch auch Horns Riff, ist eine langgestreckte, aus zwei Hauptteilen bestehende Sandbank in der östlichen Nordsee vor der Küste Dänemarks. 

## Geografie

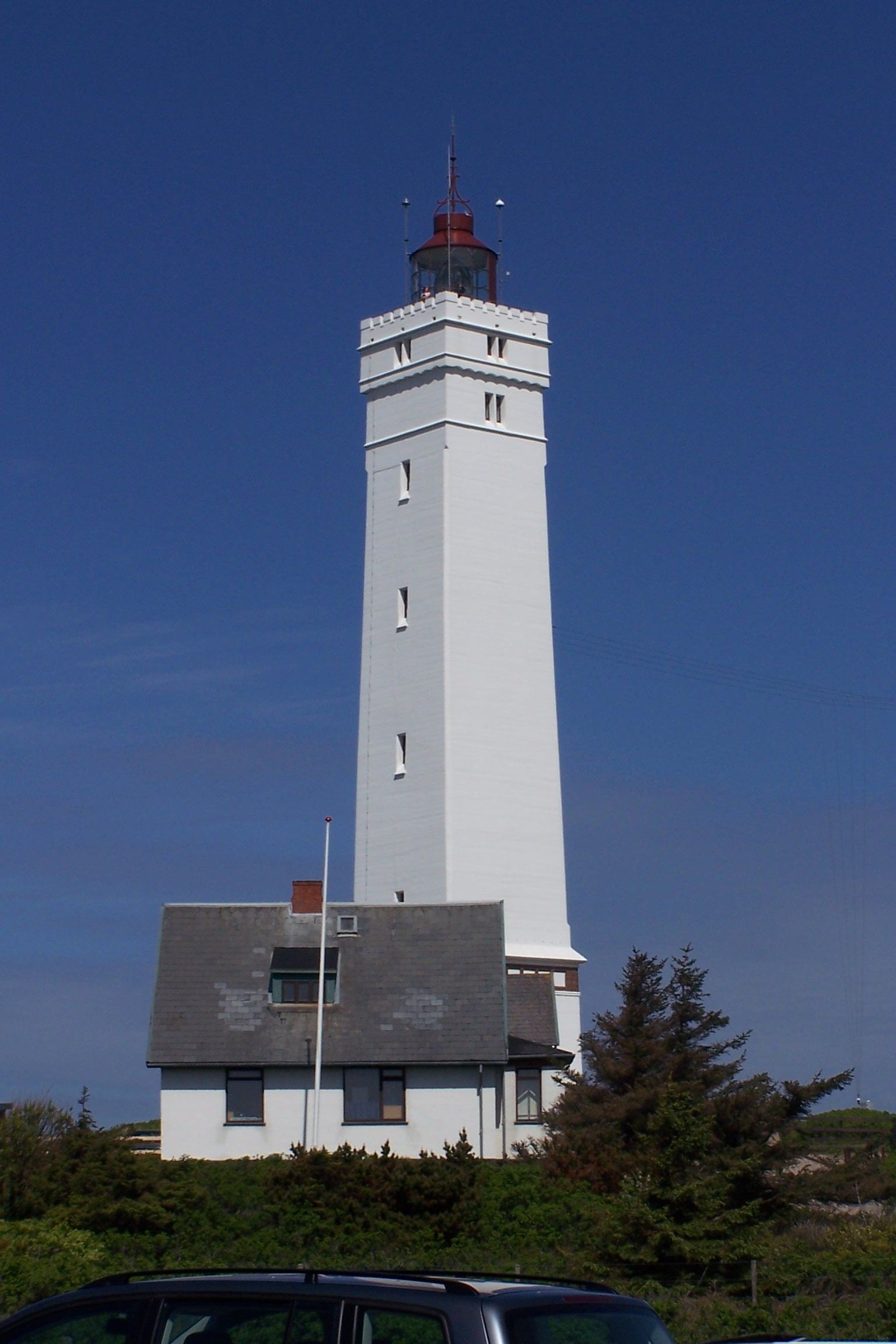
Der Leuchtturm
Blåvandshuk Fyr

Sie erstreckt sich vor Blåvands Huk, dem westlichsten Punkt der Westküste Jütlands bei Blåvand, nördlich von Esbjerg, in westlicher Richtung etwa 20 Seemeilen in die Nordsee. Der Sand des Horns Rev, das teilweise bis auf nur 4 Meter Wassertiefe emporsteigt, stammt sowohl aus vorzeitlichen Gletscher- wie auch aus Meeresablagerungen.
Blåvandshuk und Horns Rev teilen die Westküste Jütlands in markanter Weise: südlich beginnt das große Wattengebiet der Nordsee, nördlich liegt eine lange Kette hoher Dünen. Zwischen dem nordöstlich und näher der Küste gelegenen Indre Horns Rev („Inneres Horns Riff“), das sich unmittelbar nördlich an den Blåvandshuk anschließt, und dem sich weiter südwestlich weit in die Nordsee erstreckenden Ydre Horns Rev („Äußeres Horns Riff“) verläuft eine tiefere Rinne, der bis zu 20 Meter tiefe Slugen, in allgemein nordwestlicher Richtung, die von Küstenmotorschiffen und Fischern benutzt wird. 
Westlich ist das Horns Rev mit einer Untiefentonne gekennzeichnet. Östlich, dicht unter Land, kann es bei gutem Wetter durch den Slugen und das Sören Bovbjerg Dyb auch von Seglern durchfahren werden. Von 1878 bis 1980, mit kriegsbedingten Unterbrechungen, lag ein dänisches Feuerschiff am Horns Rev, um die Umfahrt um das Riff und die Einfahrt nach Esbjerg zu sichern. Das zuletzt dort eingesetzte, 1913/14 gebaute Motor Fyrskib No. 1 - Horns Rev, liegt heute als Museumsschiff im Hafen von Esbjerg.

## Windpark Horns Rev

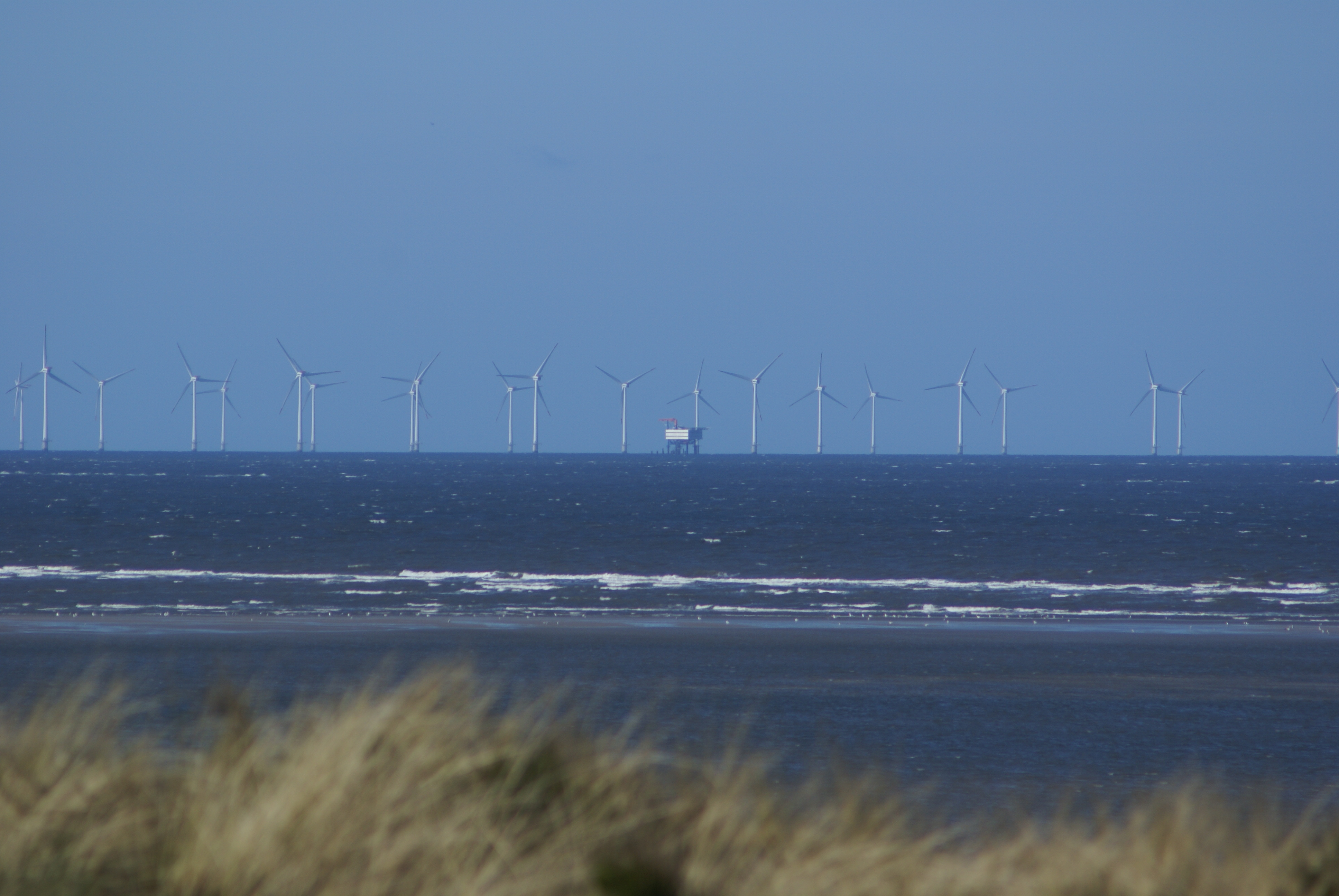
Blick von der Küste auf den Windpark Horns Rev 1

Seit 2002 ist Horns Rev Standort des ersten großen und bis 2004 größten Offshore-Windparks der Welt, Horns Rev Havmøllepark bzw. „Horns Rev 1“, mit 80 Windenergieanlagen und einer Gesamtleistung von 160 MW. Bei klarem Wetter kann man ihn mit bloßem Auge vom Vejers- und Blåvand-Strand in südwestlicher Richtung erblicken. Im Jahr 2009 wurde etwa zehn Seemeilen nordwestlich der Windpark „Horns Rev 2“ mit 91 Windenergieanlagen und einer Gesamtleistung von 209 MW in Betrieb genommen, „Horns Rev 3“ ist seit Oktober 2017 im Bau.

## Geschichtliches
In der Nacht zum 1. Juni 1916 nutzte Admiral Reinhard Scheer die Durchfahrt durch das Horns Rev, um nach der Skagerrakschlacht im Rücken der britischen Grand Fleet, die ihm in der Nordsee den Weg zu versperren versuchte, mit der deutschen Hochseeflotte nach Wilhelmshaven heimzukehren. 
Koordinaten: 55° 31′ 47″ N, 7° 54′ 22″ O